# Gouvernement Menabrea II
Royaume d'Italie
Menabrea I Menabrea III
Le gouvernement Menabrea II (Governo Menabrea II, en italien) est le gouvernement du royaume d'Italie entre le 5 janvier 1868 et le 13 mai 1869, durant la Xe législature.

## Composition
Composition du gouvernement
- Droite historique

### Président du conseil des ministres
Federico Luigi, comte de Menabrea

### Listes des ministres
- Ministre des affaires étrangères : Federico Luigi, comte de Menabrea
- Ministre de l'agriculture, de l'industrie et du commerce : 
  - Emilio Broglio par intérim
  - Antonio Ciccone à partir du 23 octobre 1868
- Ministre des finances : Luigi Guglielmo Cambray-Digny
- Ministre de la justice : Gennaro De Filippo
- Ministre de la guerre : Ettore Bertolè-Viale
- Ministre de l'intérieur : 
  - Carlo Cadorna
  - Gerolamo Cantelli à partir du 10 septembre 1868
- Ministre du travail public : 
  - Gerolamo Cantelli
  - Lodovico Pasini à partir du 23 octobre 1868
- Ministre de la marine : Augusto Riboty
- Ministre de l'instruction publique : Emilio Broglio